# Spathaire

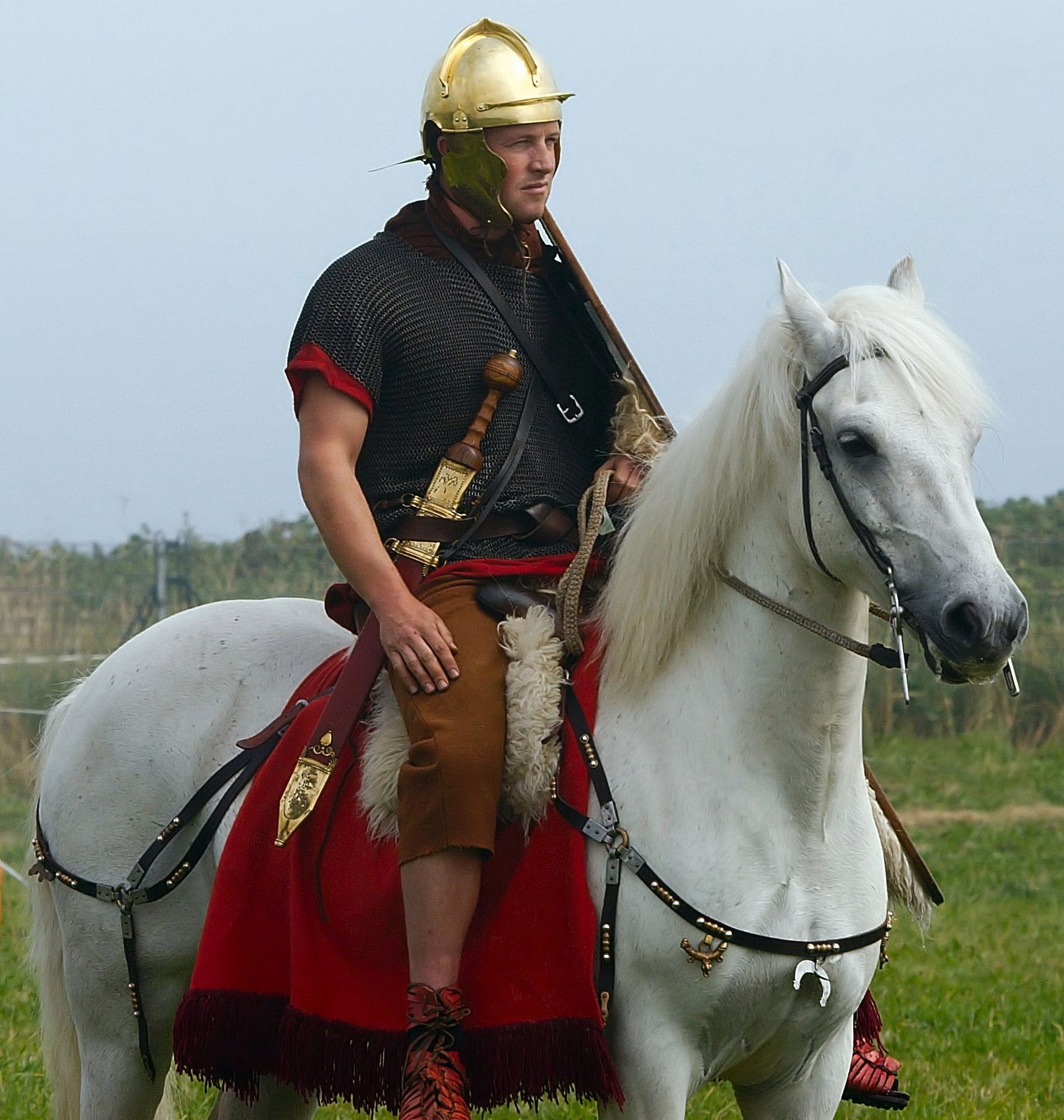
Image prise lors de la reconstitution de l'armée romaine. Tactiques Château de Scarborough Royaume-Uni Août-07. La Spatha était l'une des principales épées de la Rome impériale, principalement utilisée par la cavalerie.

Un spathaire (en latin spatharius ; en grec σπαθάριος, spatharios, littéralement « porteur de spatha ») est un garde du corps impérial dans l'Empire byzantin des Ve et VIe siècles. La fonction devient ultérieurement un titre purement honorifique.

## Histoire
À l'origine, le terme désigne probablement des gardes du corps, impériaux ou privés. Les premiers spatharioi impériaux sont vraisemblablement ou deviennent également les eunuques cubicularii (en grec koubikoularioi), membres du sacrum cubiculum (la « chambre sacrée » impériale), dont relèvent les charges militaires. Ils sont attestés à partir du règne de l'empereur Théodose II (r. 408-450), avec l'eunuque Chrysaphios. Par ailleurs, l'existence du titre spécifique de spatharokoubikoularios pour les eunuques en 532 semble suggérer l'existence à l'époque de spatharioi non-eunuques au service de l'empereur. Les généraux et gouverneurs provinciaux disposent en outre d'aides militaires appelés spatharioi, alors que ceux de l'empereur se distinguent par l'utilisation en préfixe de basilikoi (« impériaux »). Enfin, le chef des spatharioi impériaux porte le titre de prōtospatharios (« premier spatharios »), lequel devient une dignité distincte probablement à la fin du VIIe siècle. 
Au début du VIIIe siècle, ces titres ont perdu leur connotation militaire originelle et deviennent honorifiques. Celui de spatharios est initialement assez haut dans la hiérarchie, étant conféré par exemple par Justinien II (r. 685-695) à son ami et futur empereur Léon III l'Isaurien (r. 717-741). Il perd cependant progressivement en importance, et dans le Klētorologion de 899, il occupe la septième place pour les non-eunuques, avant l’hypatos et après le spatharokandidatos. Selon le Klētorologion, l’insignium de la dignité est une épée au pommeau d'or. À la même époque, un oikeiakos spatharios désigne toujours un garde du corps de l’oikos (« maisonnée ») impérial, par opposition aux basilikoi spatharioi, alors les titulaires de la dignité honorifique. Le terme cesse d'être utilisé dans ces contextes après environ 1075, et lorsqu'Anne Comnène écrit son Alexiade au début du XIIe siècle, le titre de spatharios est considéré comme complètement insignifiant.